# 多夫加利夫卡 (巴拉克列亞區)
49°22′51″N 37°4′26″E / 49.38083°N 37.07389°E
多夫哈利夫卡（烏克蘭語：Довгалівка）是位於烏克蘭東部的村莊，由哈爾科夫州伊久姆區的薩溫齊市鎮負責管轄。該村始建於1710年，面積1.74平方公里，海拔高度119米，2001年人口694，人口密度每平方公里398.6人。